# Pterolophia bituberculatithorax
Pterolophia bituberculatithorax är en skalbaggsart som först beskrevs av Maurice Pic 1930.  Pterolophia bituberculatithorax ingår i släktet Pterolophia och familjen långhorningar. Inga underarter finns listade i Catalogue of Life.